# Adicocrita
Adicocrita is een geslacht van vlinders van de familie spanners (Geometridae), uit de onderfamilie Geometrinae.

## Soorten
- A. aciculata Herbulot, 1983
- A. araria (Guenée, 1858)
- A. discerpta (Walker, 1861)
- A. koranata (Felder & Rogenhofer, 1875)